# Пчеловодство на Кубе

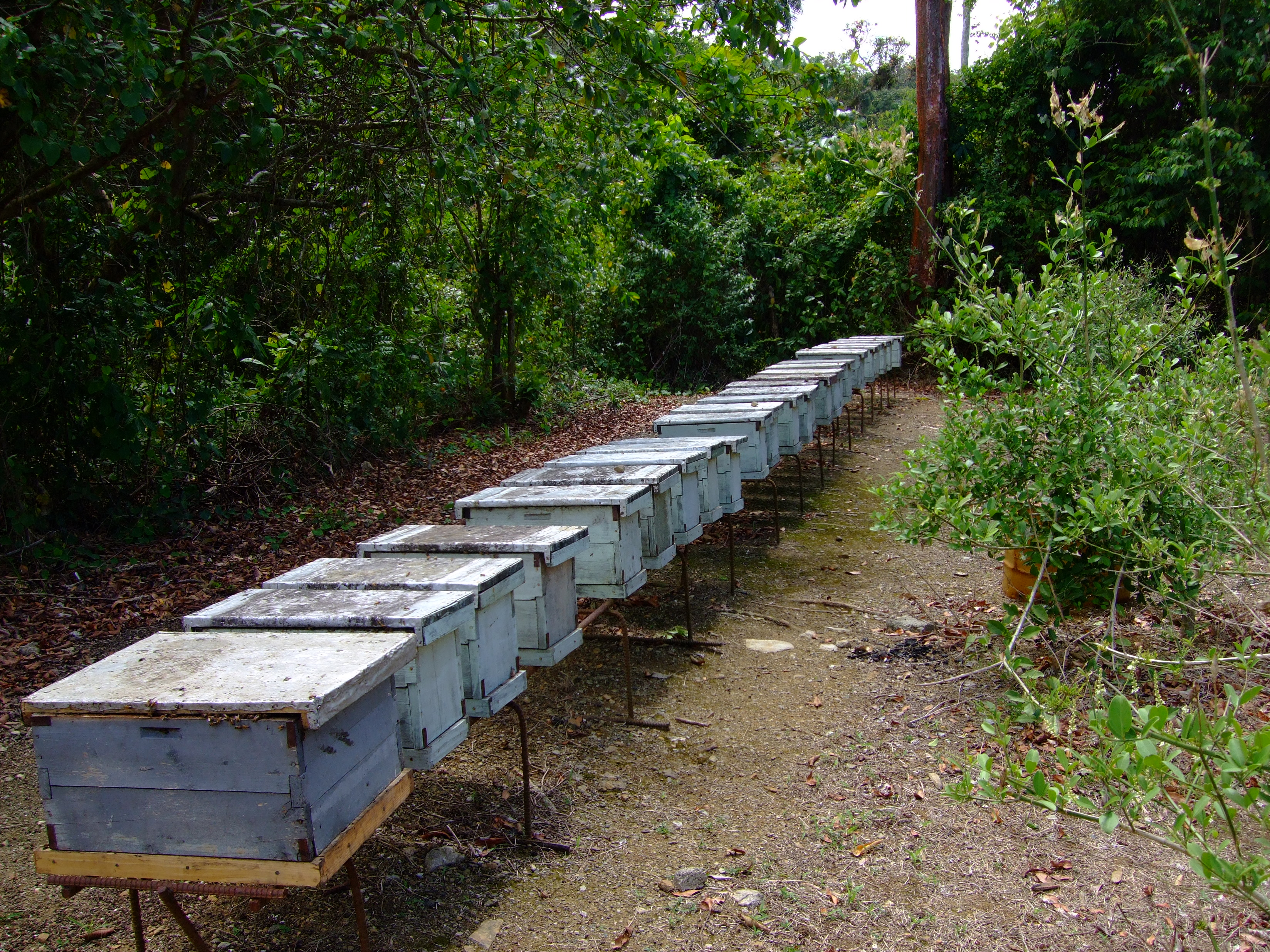
пасека на Кубе (28 марта 2015)

Пчеловодство исторически является одной из значимых отраслей сельского хозяйства Республики Куба.

## История
В 1890-е годы основой экономики острова являлись сахарные, табачные и кофейные плантации, однако пчеловодство имело достаточно важное значение, а воск и мёд экспортировали.
После победы Кубинской революции в январе 1959 года США прекратили сотрудничество с правительством Ф. Кастро и стремились воспрепятствовать получению Кубой помощи из других источников. Власти США ввели санкции против Кубы, а 10 октября 1960 года правительство США установило полное эмбарго на поставки Кубе любых товаров (за исключением продуктов питания и медикаментов).
До 1960х годов единственным поставщиком мёда являлся частный сектор сельского хозяйства.
В начале октября 1963 года на Кубу обрушился ураган «Флора» (один из сильнейших и разрушительных ураганов за всю историю региона), и в 1963 году сбор мёда составил 2675 тонн.
В 1966 году положение в сельском хозяйстве страны осложнилось в связи с ущербом, нанесённым циклонами «Альма» (в июне 1966 года) и «Инес» (в сентябре — октябре 1966 года). Тем не менее, в 1966 году 30 государственных пчеловодческих центров произвели свыше 800 тонн мёда (около 20 % производства мёда в стране). В 1970 году сбор мёда составил около 5 тыс. тонн.
В 1976 году и в 1977 году сбор мёда составил 6,5 тыс. тонн. Основными центрами пчеловодства в это время являлись полуостров Гуанаакабибес в провинции Пинар-дель-Рио и муниципия Мелена-дель-Сур в провинции Гавана.
С целью развития пчеловодства на научной основе в 1982 году в стране был создан исследовательский центр пчеловодства (El Centro de investigaciones Apícolas), который начал издание журнала «Apiciencia». В 1983 году в провинции Санкти-Спиритус было построено предприятие по переработке мёда (на котором прошедший фильтрацию мёд разливают в герметичные 51-галлонные ёмкости). В провинции Пинар-дель-Рио началось обучение пчеловодов.
В октябре 1992 года США ужесточили экономическую блокаду Кубы и ввели новые санкции (Cuban Democracy Act). 12 марта 1996 года конгресс США принял закон Хелмса-Бёртона, предусматривающий дополнительные санкции против иностранных компаний, торгующих с Кубой. Судам, перевозящим продукцию из Кубы или на Кубу, было запрещено заходить в порты США (что затруднило экспорт кубинских товаров).
В 2001 году правительство Кубы обвинило США в распространении на Кубе болезни пчёл, в 1996—2001 гг. уничтожившей 16 тысяч пчелиных ульев и ставшей причиной сокращения объёмов производства пчелиного мёда. Власти США официально сообщили, что не имеют отношения к происшедшему.
С 2001 года Куба производит экологически чистый мёд, соответствующий стандартам стран Евросоюза, который получают из ульев, размещённых на расстоянии не менее пяти километров от границ ближайшего населённого пункта (такой мёд проходит государственную экспертизу, получает сертификат и экспортируется в герметичной стеклотаре).
В середине 2000х годов сбор мёда составлял свыше 6 тыс. тонн в год, основным районом пчеловодства были восточные провинции Сантьяго-де-Куба, Гранма и Гуантанамо. В некоторых районах пчеловодством занимаются на протяжении поколений.
18 декабря 2008 года была создана государственная пчеловодческая компания «Empresa Apícola Cubana», которая находится в ведении министерства сельского хозяйства Кубы (в состав компании входят три предприятия по переработке мёда и одно предприятие по расфасовке мёда).
Распространившаяся в марте 2020 года на Кубу эпидемия COVID-19 осложнила хозяйственную деятельность (в том числе, в пчеловодстве), но в 2021 году производство мёда составило более 10 500 тонн (рекордный показатель за всю историю Кубы), также было произведено 16 тонн прополиса.

## Современное состояние
Куба входит в число крупных мировых экспортёров мёда (объём экспорта составляет около 5 тыс. тонн в год; в 2007 году он составлял 4,7 тыс. тонн). Основными покупателями кубинского мёда являлись Испания, Германия, Доминиканская Республика, Бельгия и Венгрия.
Продукты пчеловодства используются в некоторых блюдах кубинской кухни, в пищевой промышленности, а также в фармацевтической промышленности страны (в качестве примера можно привести разработанный кубинскими медиками препарат «Abexol» на основе пчелиного воска, который поставляется на экспорт в другие страны и «Viprol» — прополис в таблетках, выпуск которых освоила фармацевтическая лаборатория «Laboratorios Farmacéuticos Oriente»).

## Дополнительная информация
- в 1971 году на Кубе была выпущена почтовая марка «Пчеловодство» («Apicultura») номиналом 1 песо.